# 湖の怪物
湖の怪物（みずうみのかいぶつ、Lake monster）とは、淡水の湖に生息するとされる未発見の大型生物の総称。ネス湖のネッシーが最も有名。このような生物が実際に存在するかは定かではない。湖だけでなく淡水の川などに生息するとされる未発見の大型生物を含んだ意味でこの言葉が使われることもある。「レイクモンスター」、「湖沼の怪物」とも呼ばれる。
似たような言葉に「シーサーペント」があるが、シーサーペントはもっぱら海に生息する未発見の大型生物を指しているのに対し、湖の怪物は淡水である湖に生息する未発見の大型生物を指しているという違いがある。日本ではシーサーペントという言葉は受け入れられているが、湖の怪物を意味するレイクモンスターという言葉はほとんど普及していない。

## 概要
湖の怪物が生息していると噂される湖はいくつもあるが、多くの場合中生代に絶滅したプレシオサウルスのような形か、オゴポゴやイッシーなどのように巨大な長細い生物（スーパーイール）とイメージされる。湖の怪物が生息するとされる湖のいくつかでは、その湖の怪物を観光資源とし、モニュメントを設置したり、お土産にしたりなどされている。
イッシーやジャノのように、映像としてそれらしきものが撮影されたこともあるが、はっきりとそのような未発見の生物が存在するという証拠が発見されたことはない。

## 湖の怪物の一覧
| 通称                   | 生息地             | 一般的なイメージ |                                                                                              |
| ---------------------- | ------------------ | ---------------- | -------------------------------------------------------------------------------------------- |
| 毛むくじゃらのウナギ   | （スペイン）       | 長細い           | 巨大な毛むくじゃらのウナギです。                                                             |
| イゴポゴ               | （カナダ）         | 長細い           | オゴポゴに似ているとされている。                                                             |
| イッシー               | 池田湖             | 長細い           | TV局がそれらしき影を撮影した映像がある。                                                     |
| ウィニポゴ             | （カナダ）         | 長細い           | オゴポゴに似ているとされている。                                                             |
| オゴポゴ               | オカナガン湖       | 長細い           | カナダで有名な湖の怪物。多数の目撃談といくつかの映像がある。                                 |
| クッシー               | 屈斜路湖           | 長細い?          | 目撃談がある。                                                                               |
| クレッシー             | クレセント湖       |                  | 目撃談がある。                                                                               |
| ジャノ                 | ヴァン湖           |                  | TV局がそれらしきものを撮影した映像がある。「ヴァン湖の怪物」とも呼ばれる。                   |
| チャイニーズ・ネッシー | 天池               |                  | 多数の人によって目撃されている。                                                             |
| チャンプ               | シャンプレーン湖   | 首長竜形         | 鮮明ではないが形のはっきりわかる写真が流布している。                                         |
| トッシー               | 洞爺湖             |                  |                                                                                              |
| ナウエリート           | ナウエル・ウアピ湖 | 首長竜形         | アルゼンチンでは有名らしい。                                                                 |
| ネッシー               | ネス湖             | 首長竜形         | 最も有名な湖の怪物。                                                                         |
| フラットヘッド湖の怪物 | フラットヘッド湖   | 長細い           | ブロントザウスなどの恐竜やウナギやチョウザメと似ているとされる。ネッシーと類似した生物とも。 |
| ホラディラ             | アマゾン川         | 長細い           | ホラディラの一部とされる鮮明でない写真が流布している。                                       |
| マニポゴ               | マニトバ湖         | 長細い           | オゴポゴに似ているとされている。                                                             |
| ミエーサ               | ミエーサ湖         | 長細い           |                                                                                              |